# Панин, Иван Иванович
Иван Иванович Панин (27 октября 1907, Нагаево-Карбоньер, Чернский уезд, Тульская губерния, Российская империя — 11 апреля 1944, Ленино, Крымская АССР) — советский лётчик, майор Рабоче-крестьянской Красной Армии, участник Великой Отечественной войны, Герой Советского Союза (1944).

## Биография
Иван Панин родился 27 октября 1907 года в деревне Нагаево (ныне — часть села Архангельское в Чернском районе Тульской области). После окончания сельской школы работал чернорабочим. В 1933 году Панин был призван на службу в Рабоче-крестьянскую Красную Армию. В 1936 году он окончил военную авиационную школу лётчиков и лётнабов. С октября 1941 года — на фронтах Великой Отечественной войны.
К февралю 1944 года майор Иван Панин был штурманом 210-го штурмового авиаполка (230-й штурмовой авиадивизии, 4-й воздушной армии). К тому времени он совершил 113 боевых вылетов на штурмовку и бомбардировку скоплений боевой техники и живой силы противника, нанеся ему большие потери.
11 апреля 1944 года группа майора Панина вылетела на штурмовку техники противника в 20 км юго-западнее Керчи. В момент атаки цели, юго-восточнее села Семь Колодезей (ныне Ленино), левый ведомый группы младший лейтенант В. Я. Жданов юзом сверху наскочил на самолет ведущего и отрубил хвост самолета. Самолет майора Панина (воздушный стрелок сержант Л. И. Маслов) перешёл в отвесное пикирование без хвоста и врезался в землю 400 метров южнее высоты 59,4. У самолета Жданова (воздушный стрелок старшина В. Г. Пинчук) оторвалась левая плоскость. Перевернувшись в воздухе, он загорелся и взорвался на земле. Оба экипажа погибли.
Похоронены в братской могиле в посёлке Ленинское (Ленинский район) в Крыму.

## Награды
Указом Президиума Верховного Совета СССР от 1 июля 1944 года за «мужество и героизм, проявленные при нанесении бомбовых и штурмовых ударов по врагу,» майор Иван Панин посмертно был удостоен высокого звания Героя Советского Союза. Также был награждён орденами Ленина, Красного Знамени, Отечественной войны 1-й степени, Красной Звезды и рядом медалей.

## Память
Упомянут в списках на мемориале освободителям города-героя Керчь.
В честь Панина названа улица в Черни.